# Wasyliw (obwód czerniowiecki)
Wasyliw (ukr. Василів) – wieś na Ukrainie, w obwodzie czerniowieckim, w rejonie czerniowieckim, nad Dniestrem. W 2001 roku liczyła 1229 mieszkańców.